# Universität von Paris

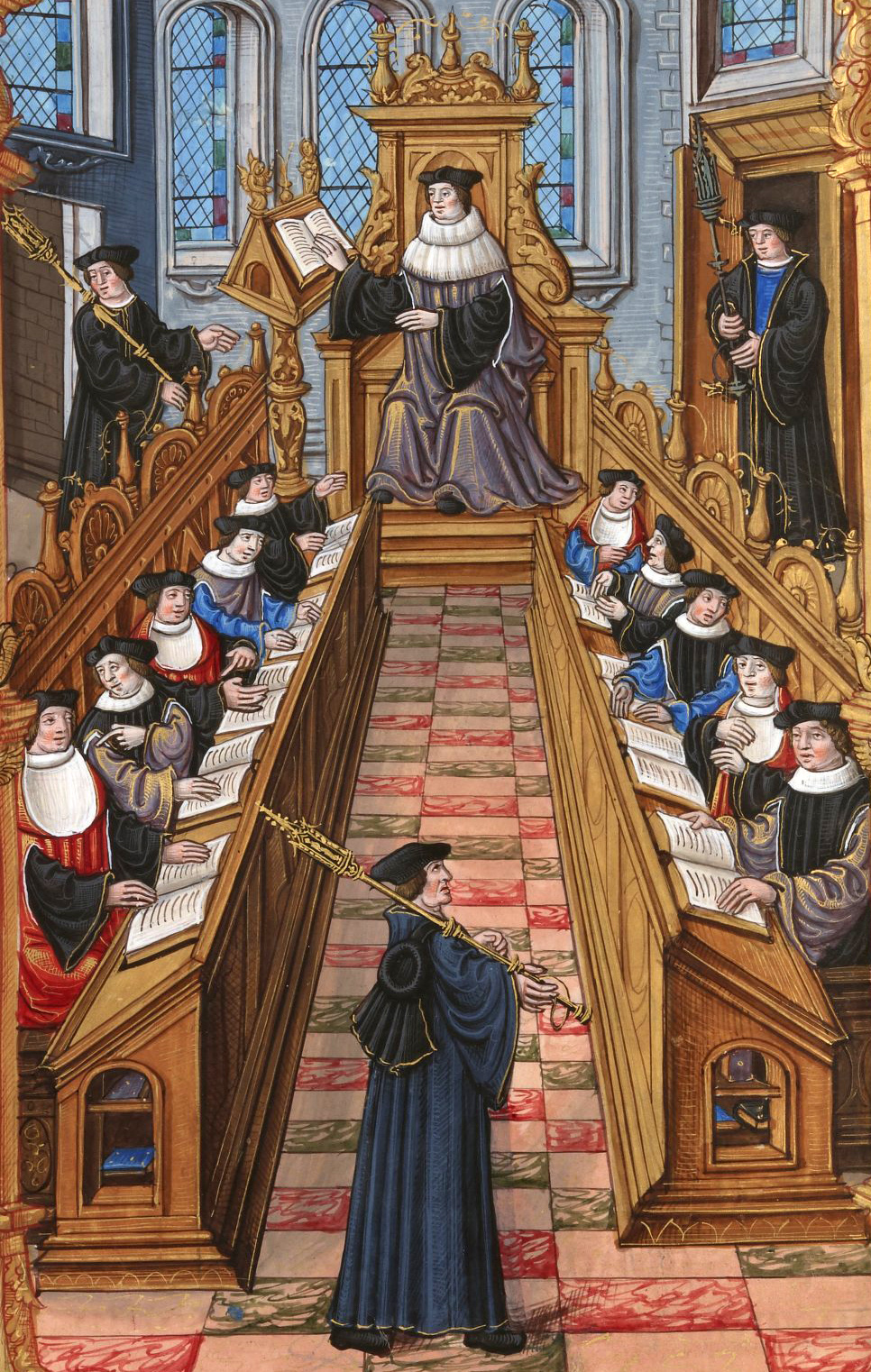
Treffen von Doktoren an der Universität Paris (mittelalterliche Handschrift)

Die Universität von Paris (französisch Université de Paris) war die Gesamtheit der wichtigsten akademischen Lehreinrichtungen in Paris, nicht zuletzt der Sorbonne, deren Name im allgemeinen Sprachgebrauch zur synonymen Bezeichnung der Universität wurde.
Die alte Pariser Universität wurde im Jahr 1200 gegründet und 1215 vom Papst anerkannt, ist damit eine der ältesten Universitäten Europas. Im Zuge der Französischen Revolution wurde sie 1793 aufgelöst.
Ab der Napoleonischen Zeit unterstanden die einzelnen Fakultäten in Paris der landesweiten Université de France. Erst 1896 wurden die sechs Pariser Fakultäten wieder zu einer Universität von Paris zusammengefasst. Nach den Studentenunruhen im Mai 1968 erfolgte 1970 ihre Aufteilung in 13 separate Universitäten in Paris.
Mit der Paris Universitas gab es von 2005 bis 2010 noch einmal eine gemeinsame Dachorganisation. Die einzelnen Pariser Universitäten sind jedoch bis heute durch eine gemeinsame Kanzlei (Chancellerie des universités de Paris) verbunden.

## Die alte Universität

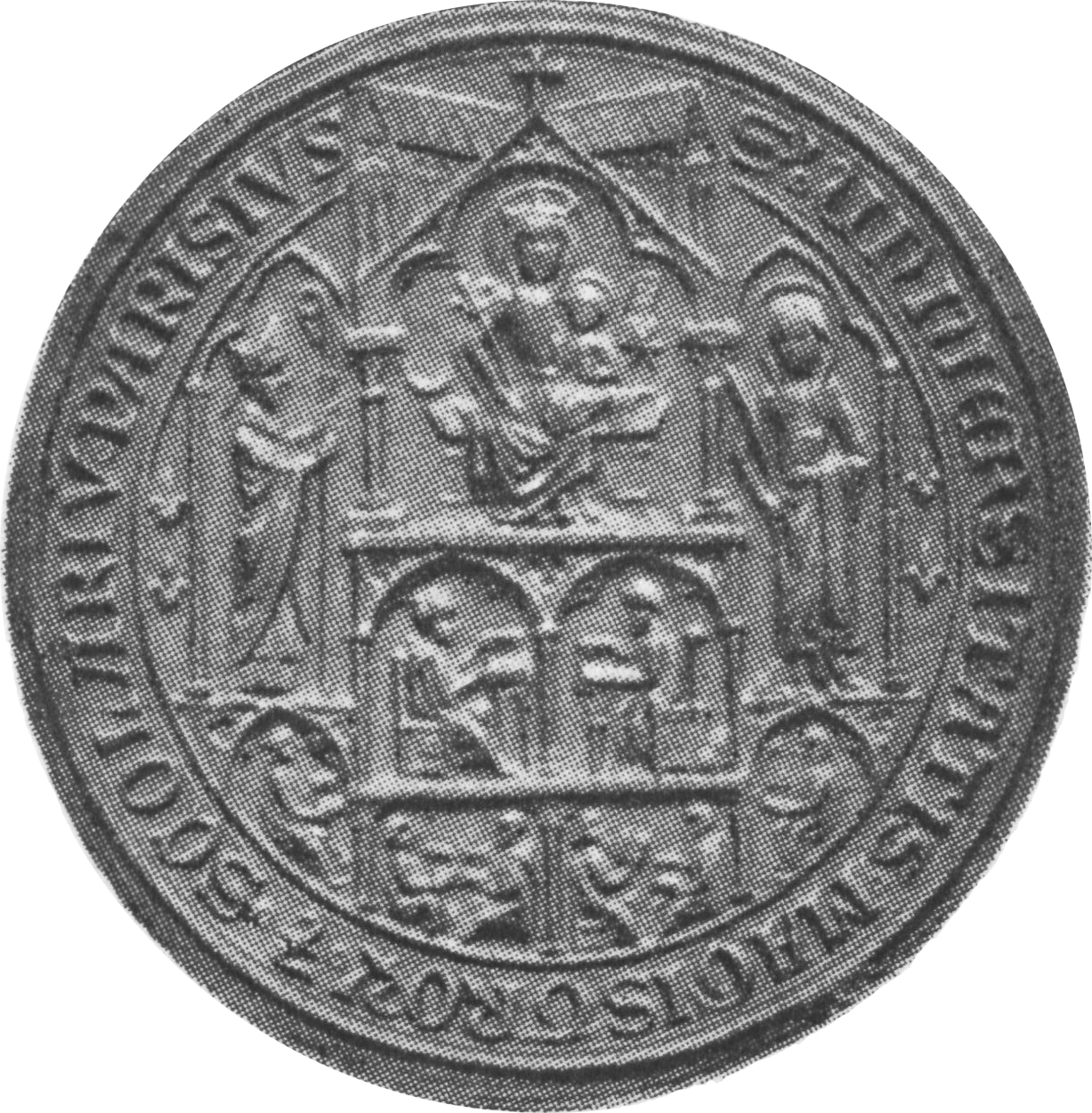
Das alte Universitätssiegel von 1292

Paris wurde zum Zentrum der Kapetinger und zog viele Köpfe an. Zu Beginn des 12. Jahrhunderts gab es schon die Domschule um die Kathedrale Notre Dame, deren Lehrer dort Kapitulare waren. Sie bestand seit Karl dem Großen. Berühmt waren Wilhelm von Champeaux, der eine eigene Schule im Kloster St. Victor gründete, für den Unterricht in der Dialektik, dessen Schüler Petrus Abaelard ihn noch übertraf. Um 1140 lehrte Petrus Lombardus und ab 1168 Petrus Cantor in der Domschule. Daneben bestanden noch eine bedeutende Klosterschule in der Abtei Sainte-Geneviève (Paris), die der Kanonist Stephan von Tournai nach 1180 gegründet hatte, und private Schulen, teilweise spezialisiert auf Medizin und Recht. Seit 1179 vergab die Kirche die Licentia Docendi nur an geeignete Dozenten. Die Schulen zogen Studenten aus ganz Westeuropa an, deren Zahl auf zwei- bis dreitausend geschätzt wird.
Die universitas magistrorum et scholarium (genossenschaftliche Vereinigung von Lehrern und Scholaren mit Selbstverwaltung) wurde 1200 von Philipp II. anerkannt. Die eher ständische als wissenschaftliche Einrichtung wurde der Jurisdiktion der Kirche unterstellt, um die Studenten, die von der Bevölkerung zuweilen als Belästigung empfunden wurden, dem rüden Zugriff städtischer Sicherheitsorgane zu entziehen. Es handelte sich schließlich um Theologen, die künftigen Repräsentanten der Kirche. Aus kirchlicher Fürsorge entwickelten sich Collegien, die den Studenten das kostspielige Leben in Paris durch günstigen Wohnraum erleichtern sollten. Das bedeutendste wurde das Collège de Sorbonne für angehende Theologen. Auch landsmannschaftlich orientierte Collegien wurden eingerichtet. Die Namen heutiger studentischer Verbindungen erinnern an diese Entwicklung. Alles zusammen bildete das Quartier Latin. Weiterhin entwickelten sich am Ende vier Fakultäten: La Faculté des arts de Paris mit der Aufgabe einer Art Grundstudiums der freien Künste und die höheren Fakultäten Recht, Medizin und Theologie.
Zu den bedeutendsten Gelehrten dieser Epoche gehören Albertus Magnus (1200–1280), Bonaventura (1221–1274), Thomas von Aquin (1225–1274), Meister Eckhart (1260–1328) und Boetius von Dacien.
Das Morgenländische Schisma brachte den Theologen und Kirchenrechtlern der Domschule Ruhm und Ehre ein. Das Abendländische Schisma, eine französische Angelegenheit, führte zu einer Entfremdung von Rom. Die Gelehrten der Pariser Universität lehnten die Ausweitung päpstlicher Macht in der Frühen Neuzeit genauso ab wie reformerische Bestrebung des Jansenismus. Sie wurden so zu Wortführern des Gallikanismus, einer engen Verbindung der katholischen Kirche in Frankreich mit dem Königtum. Das führte wiederum zum Verlust von Einfluss und Reputation der Universität. Absolutismus und Aufklärung waren allenthalben Motor für Neugründungen, in Frankreich führten sie jedoch zur Schließung der Universität während der Französischen Revolution 1793.

## Zwischenzeit mit einzelnen Fakultäten
Nach der Entradikalisierung der Revolution nahmen während der Herrschaft von Napoléon Bonaparte die einzelnen Fakultäten ihren Betrieb wieder auf. Nach seiner Kaiserkrönung gründete Napoleon 1806/08 die Université impériale. Dabei handelte es sich jedoch nicht um eine Universität im heutigen Sinne, sondern um eine landesweit zuständige Behörde, der das gesamte Bildungswesen von den Grundschulen bis zu den Fakultäten unterstand. Diese Struktur blieb im Wesentlichen auch nach dem Sturz Napoleons während der Restauration erhalten.

## Die neue Universität
Erst während der Dritten Republik unter Félix Faure wurde 1896 die Université de Paris (nun nouvelle université de Paris genannt) erneut eingerichtet und durch Henri Paul Nénot zur größten Universität Frankreichs
um- und ausgebaut.

## Aufspaltung nach 1968
Nach den Studentenunruhen von 1968 wurde die Universität zum 1. Januar 1971 in 13 selbständige Universitäten aufgeteilt. Deren Expansion geht über das Stadtgebiet hinaus.
| Fakultäten                                                               | 1971                                      | heute                                     |
| ------------------------------------------------------------------------ | ----------------------------------------- | ----------------------------------------- |
| Geisteswissenschaften, Jura                                              | Universität Paris 1 Panthéon-Sorbonne     | Université Paris 1 Panthéon-Sorbonne      |
| Jura                                                                     | Universität Paris 2 Panthéon-Assas        | Université Paris Panthéon-Assas           |
| Geisteswissenschaften                                                    | Universität Paris 3 Sorbonne Nouvelle     | Université Sorbonne Nouvelle              |
| Geisteswissenschaften                                                    | Universität Paris 4 Paris-Sorbonne        | (seit 2018) Sorbonne Université           |
| Geisteswissenschaften, Medizin, Pharmazie                                | Universität Paris 5 René Descartes        | (seit 2019) Université Paris Cité         |
| Naturwissenschaften, Medizin                                             | Universität Paris 6 Pierre et Marie Curie | mit Paris 4: Sorbonne Université          |
| Naturwissenschaften, Geisteswissenschaften, Medizin                      | Universität Paris 7 Denis Diderot         | mit Paris 5: Université Paris Cité        |
| Centre universitaire de Vincennes                                        | Universität Paris 8 Vincennes             | Université Paris 8 Vincennes-Saint-Denis  |
| Jura, Centre universitaire Dauphine                                      | Universität Paris 9 Paris-Dauphine        | Université Paris-Dauphine – PSL           |
| Jura                                                                     | Universität Paris 10 Nanterre             | Université Paris-Nanterre                 |
| Naturwissenschaften                                                      | Universität Paris 11 Paris-Sud            | (seit 2020) Université Paris-Saclay       |
| Jura                                                                     | Universität Paris 12 Val de Marne         | Université Paris-Est-Créteil-Val-de-Marne |
| Naturwissenschaften, Jura, Centre universitaire Saint-Denis–Villetaneuse | Universität Paris 13 Paris-Nord           | Université Sorbonne Paris Nord            |